# Tatarskaya Zheltaya
Tatarskaya Zheltaya en ruso: Татарская Желтая, es una variedad cultivar de ciruelo (Prunus domestica), de las denominadas ciruelas europeas,
una variedad de ciruela obtenida en el "Instituto de Investigación Agrícola Tártaro". Las frutas tienen un tamaño pequeño, son de forma de forma ampliamente ovalados, de lados irregulares, amarillos, con una cubierta cerosa media, con un ápice ligeramente deprimido, y pulpa de color amarilla, fibrosa granular, de jugosidad y densidad medias, agridulce, con buen sabor.

## Sinonimia
- "Татарская Желтая",
- "Tártara Amarilla",
- "Слива Татарская Желтая",
- "Sliva Tatarskaya Zheltaya".[4][5]

## Historia
'Tatarskaya Zheltaya' es una variedad de ciruela creada por el equipo de obtentores formado por 'A.M. Tveritinov, A.S. Vologdina y L.A. Sevast'yanova en el "Instituto de Investigación Agrícola Tártaro" mediante una polinización libre de la variedad 'Reina Claudia Amarilla'(Renclode Zheltaya). Esta variedad 'Renclode Amarilla' había sido se desarrollada en la "Academia Estatal de Agricultura de Nizhni Nóvgorod" y estaba inscrita en el "Registro Estatal" desde 1992, y fue resultado del cruce de las variedades 'Renclode Reform' y 'Skorospelka roja'. Ciruela considerada incluida en el grupo de las "Reinas Claudias".
'Tatarskaya Zheltaya' se sometió a pruebas estatales de variedad en 1993.

## Características
'Tatarskaya Zheltaya' es un árbol de altura media, con una copa ampliamente ovalada de densidad media. El follaje de la copa es medio. La corteza del tronco y las ramas esqueléticas es marrón con una capa gris, rugosa, con menos frecuencia lisa. Los brotes son delgados, de longitud media, glabros, rectos, con menos frecuencia ligeramente curvados, de color marrón rojizo, con numerosas lenticelas pequeñas, de color gris claro, de densidad media. Las hojas son pequeñas, rara vez de tamaño mediano, ampliamente ovaladas, rara vez ampliamente obovadas, de color verde claro, arrugadas, mate, ligeramente pubescentes, convexas, rara vez ligeramente cóncavas, curvadas hacia abajo, con una punta puntiaguda, una base ampliamente cuneiforme, bordes obtusamente aserrados y ondulados, en pecíolos cortos, rara vez de longitud media, delgados y pigmentados con estípulas lanceoladas, de tamaño mediano y caída temprana, las glándulas son pequeñas, amarillas, ovaladas, raras, a menudo ubicadas en el pecíolo. Las flores son medianas, rara vez grandes, blancas, débilmente cerradas, rara vez estrechamente abiertas. El estigma del pistilo se sitúa por encima y por debajo de las anteras. La floración comienza en la segunda o tercera decena de mayo. Es auto estéril, por lo que es preciso tener una variedad polinizadora, entre estas 'Tenkovskaya sinyaya', 'Rakitovaya', 'Renklod Tenkovsky', y 'Sineglazkaya'.
'Tatarskaya Zheltaya' tiene frutos de tamaño pequeño con un peso promedio de 15 gr, de forma ampliamente ovalados, de lados irregulares, amarillos, con una cubierta cerosa media, con un ápice ligeramente deprimido, un pequeño embudo en la base y una sutura ventral débil, el aspecto del fruto es bueno; piel de grosor medio, con color principal es verde claro, la cubierta es amarilla dorada, con un ligero color rosado en el lado soleado, con una capa media de pruina blanquecina; no hay puntos subcutáneos; el pedúnculo es largo y delgado, con la separación del fruto seca; la pulpa es de color amarilla, fibrosa granular, de jugosidad y densidad medias, agridulce, con buen sabor. Composición bioquímica:  contienen 18,7% de materia seca, 2,55% de ácidos orgánicos, 14,47% de azúcares totales.
Hueso es semi adherente, redondo ovoide, de tamaño mediano, de color marrón claro, con un ápice y una base romamente puntiagudos, una superficie finamente picada tuberculada, y se separa fácilmente de la pulpa.
El fruto madura en la tercera decena de agosto, y primera de septiembre. Los frutos son transportables.

## Usos
Los frutos son adecuados tanto para el consumo en fresco como para diversos tipos de procesamiento, entre otros, mermelada, conservas.

## Cualidades
La variedad es moderadamente resistente al invierno, moderadamente productiva, poco resistente a enfermedades y plagas, moderadamente resistente a la sequía y al calor, autoestéril, se propaga bien por injerto.   
Ventajas de la variedad: su color amarillo le da un aspecto atractivo, frutos de buen sabor, resistencia al calor, fructificación temprana. 
Desventajas de la variedad: autoesterilidad, poca resistencia a enfermedades y plagas.